# Campionat d'escacs de Gal·les
El campionat d'escacs de Gal·les modern es va iniciar el 1955. El campió obté un lloc al Campionat britànic.

## Quadre d'honor
| Any  | Campió masculí                                                                   | Campiona femenina                                            |
| ---- | -------------------------------------------------------------------------------- | ------------------------------------------------------------ |
| 1955 | Arthur S Griffiths                                                               | Beryl E F Kenyon                                             |
| 1956 | Briant Peter Bourne                                                              | Beryl E F Kenyon                                             |
| 1957 | M E Wise & Grahame F Barnard                                                     | Nancy Budzinski née Scott                                    |
| 1958 | Brian V Douthwaite                                                               | N Budzinski & Maria MacLean                                  |
| 1959 | Donald A Curtis                                                                  | no disputat                                                  |
| 1960 | Pat J Bennett                                                                    | no disputat                                                  |
| 1961 | Pat J Bennett & John Denley Mills                                                | Maria MacLean                                                |
| 1962 | Arthur O Jones & W D Newcombe                                                    | no disputat                                                  |
| 1963 | George P Moore                                                                   | Shirley Mann                                                 |
| 1964 | Graham H Chesters                                                                | Zbyzska Southall                                             |
| 1965 | David Ian Wishart Reynolds                                                       | Shirley Mills (née Mann) & C Beryl Williams                  |
| 1966 | David John Sully                                                                 | Zbyzska Southall                                             |
| 1967 | Colin Gilbert                                                                    | Zbyzska Southall                                             |
| 1968 | Arthur Howard Williams, Mikhail Gavrilovik                                       | Zbyzska Southall                                             |
| 1969 | Mikhail Gavrilovik                                                               | Zbiska Southall & Hazel Brunker                              |
| 1970 | Mikhail Gavrilovik, Graham H Chesters                                            | Hazel Bunker                                                 |
| 1971 | Arthur Howard Williams                                                           | Zbiska Southall                                              |
| 1972 | Arthur Howard Williams                                                           | Hazel Brunker                                                |
| 1973 | John Trevelyan, Stuart James Hutchings, George Botterill, Moss McCarthy          | Hazel Brunker                                                |
| 1974 | Arthur Howard Williams                                                           | Mary Elizabeth Davies                                        |
| 1975 | Arthur Howard Williams                                                           | Beryl Jarman                                                 |
| 1976 | John Grantley Cooper, Emmanuel M Rayner                                          | Jane Garwell                                                 |
| 1977 | Arthur Howard Williams, John Grantley Cooper                                     | Deborah Evans                                                |
| 1978 | John Grantley Cooper, Arthur Howard Williams                                     | Jane Garwell                                                 |
| 1979 | John Trevelyan, David John Sully                                                 | Deborah Evans                                                |
| 1980 | Arthur Howard Williams                                                           | Jane Garwell                                                 |
| 1981 | Arthur Howard Williams                                                           | Jane Garwell, Gaynor Diane James                             |
| 1982 | Arthur Howard Williams                                                           | Jane Anson & Hazel Brunker                                   |
| 1983 | Stephen Collin James, Iolo Ceredig Jones, Paul A Lamford, Arthur Howard Williams | Jane Garwell                                                 |
| 1984 | John Grantley Cooper                                                             | Lynda Powell                                                 |
| 1985 | John Grantley Cooper                                                             | Hazel Brunker                                                |
| 1986 | Arthur Howard Williams                                                           | Lynda Powell                                                 |
| 1987 | Arthur Howard Williams, Moss McCarthy                                            | Diana Adams                                                  |
| 1988 | Arthur Howard Williams, Paul A Lamford                                           | Lynda Powell                                                 |
| 1989 | Paul A Lamford                                                                   | Hazel Brunker                                                |
| 1990 | Charles F Morris, P O'Neill, Stuart J Hutchings                                  | Hazel Brunker                                                |
| 1991 | Arthur Howard Williams, Andrew R Jones                                           | Deborah Cooper (née Evans), Jane Garwell                     |
| 1992 | John Grantley Cooper                                                             | Jane Richmond (née Garwell)                                  |
| 1993 | John Grantley Cooper, Arthur Howard Williams                                     | Jane Richmond (née Garwell)                                  |
| 1994 | John Grantley Cooper, Arthur Howard Williams                                     | Jane Richmond (née Garwell)                                  |
| 1995 | John Grantley Cooper                                                             | Jane Richmond (née Garwell)                                  |
| 1996 | John Grantley Cooper                                                             | Jane Richmond (née Garwell)                                  |
| 1997 | David H Cummings                                                                 | Amanda John                                                  |
| 1998 | David H Cummings, Andrew Dyce, Sven Zeidler, Gareth Morris                       | Julie Wilson                                                 |
| 1999 | James Cobb                                                                       | Beryl Hughes                                                 |
| 2000 | Leighton Williams                                                                | Deborah Evans-Quek (née Evans)                               |
| 2001 | James Cobb                                                                       | no contest                                                   |
| 2002 | Richard S Jones                                                                  | Abigail Cast                                                 |
| 2003 | Richard S Jones                                                                  | Deborah Evans-Quek                                           |
| 2004 | Suan Evans-Quek                                                                  | Jane Richmond (née Garwell)                                  |
| 2005 | Leighton Williams                                                                | Olivia Smith                                                 |
| 2006 | John Trevelyan                                                                   | Abigail Cast                                                 |
| 2007 | James Cobb                                                                       | Abigail Cast                                                 |
| 2008 | Leighton Williams, James Cobb                                                    | Suzy Blackburn                                               |
| 2009 | Ioan Rees, Richard S Jones                                                       | Olivia Smith, Suzy Blackburn                                 |
| 2010 | Richard S Jones                                                                  | Olivia Smith                                                 |
| 2011 | Howard Williams, Sven Zeidler                                                    | Olivia Smith                                                 |
| 2012 | Tim Kett, Richard S Jones                                                        | Suzy Blackburn                                               |
| 2013 | Richard S Jones                                                                  | Syringa Camp, Stephanie Du Toit                              |
| 2014 | Timothy Kett                                                                     | Olivia Smith                                                 |
| 2015 | James Cobb                                                                       | Lynda Roberts (née Powell) (née Smith)                       |
| 2016 | Timothy Kett                                                                     | Julie van Kemenade                                           |
| 2017 | Allan Pleasants                                                                  | Imogen Camp, Shayanna Sivarajasingam, Venetia Sivarajasingam |
| 2018 | Gerry Heap, David Jameson, Sven Zeidler                                          | Venetia Sivarajasingam                                       |
| 2019 | Timothy Kett                                                                     | Imogen Camp                                                  |
| 2022 | Jose Camacho Collados                                                            | Lynda Roberts Smith                                          |
| 2023 | Daniel Kozusek                                                                   | Lynda Roberts Smith                                          |
| 2024 | Daniel Kozusek                                                                   | Olivia Smith                                                 |

El Trofeu Individual Henry Golding pel Campió gal·lès Arxivat 2015-04-06 a Wayback Machine.

## Campions d'escacs per correspondència
WCCA (1963-1999)
1. M. Jones (1965-1966)
2. M. Jones (1966-1967)
3. M. Jones (1967-1968)
4. F. Waite (1968-1969)
5. F.Cunnane (1969-1970)
6. T. Jones (1970-1971)
7. F.Cunnane (1971-1972)
8. J. Lang (1972-1973)
9. F.Cunnane (1973-1974)
10. David Vaughan (1974-1975)
11. T. Jones (1975-1976)
12. David Vaughan (1976-1977)
13. C. Wills (1977-1978)
14. David Vaughan (1978-1979)
15. David Vaughan (1979-1980)
16. David Vaughan (1980-1981)
17. C. Morris (1981-1982)
18. David Vaughan (1982-1983)
19. D. Jones (1983-1984)
20. D. Jones (1984.1985)
21. Stuart Hutchings (1985-1986)
22. David Vaughan (1986-1987)
23. R. Davies (1987-1988)
24. John Coleby (1988-1989)
25. John Coleby (1989-1990)
26. Jason Garcia (1991-1992)
27. Anthony Baker (1992-1993)
28. Glyn Sinnett (1993-1994)
29. Anthony Baker (1995-1996)
30. David James (1996-1997)
31. David Phillips (1997-1998)
32. David Phillips (1998-1999)[1]

WCCA (2012-...)
1. Helen Sherwood (2017-2018) [2]
2. Russell Sherwood (2019-2020) [3]
3. Jonathan Blackburn (2021-2022)[4]
4. William Bishop (2022-2024) [5]